# Požeško-slavonska županija
 Ovo je glavno značenje pojma Požeško-slavonska županija. Za povijesnu županiju pogledajte Požeška županija.
Požeško-slavonska županija je županija u Hrvatskoj.

## Administrativna podjela
Županija je podijeljena na 5 gradova i 5 općina.
- Gradovi:
  - Grad Kutjevo
  - Grad Lipik
  - Grad Pakrac
  - Grad Pleternica
  - Grad Požega
- Općine:
  - Općina Brestovac
  - Općina Čaglin
  - Općina Jakšić
  - Općina Kaptol
  - Općina Velika

Stvorena je od predratnih općina Pakrac i Požega iz SRH. Županiji je pripadao i teritorij općine Našice ali je 1997. pripojen Osječko-baranjskoj županiji.

## Stanovništvo
Prema popisu stanovništva iz 2021. županija je imala 64.084 stanovnika. Prosječna gustoća naseljenosti je bila 35,15 stanovnika/km2.
| broj stanovnika | 47877 | 53532 | 54183 | 68101 | 79141 | 91272 | 91076 | 99657 | 89646 | 94761 | 99340 | 101745 | 99096 | 99334 | 85831 | 78034 | 64084 |
|                 | 1857. | 1869. | 1880. | 1890. | 1900. | 1910. | 1921. | 1931. | 1948. | 1953. | 1961. | 1971.  | 1981. | 1991. | 2001. | 2011. | 2021. |

Etnički sastav 2001. je bio sljedeći: Hrvati 88,7 %, Srbi 6,5 %, Talijani 1 %, Mađari 0,9 % i drugi.
Danas je ovo depopulacijski prostor, pakrački kraj je izrazito depopulacijski dok je u Požeštini pad znatno manji. Posljednjih nekoliko godina više je umrlih nego rođenih s tendencijom rasta negativnog prirodnog kretanja.

## Županijska uprava
Trenutno dužnost županice obnaša Antonija Jozić iz HDZ-a, izabrana na izborima 2021. Prije nje, župan je bio Alojz Tomašević iz HDZ-a, koji je na to mjesto bio izabran na izborima 2013. i 2017. godine.
Nakon izvanrednih lokalnih izbora 2006. godine, na vlast u županiji dolazi SDP. Do početka 2008. godine funkciju župana obavljao je Zdravko Ronko. Tada župan postaje Rastislav Navratil, koji je dužnost obnašao do 2009. godine.
Županijska skupština je predstavničko tijelo građana i tijela područne (regionalne) samouprave Požeško-slavonske županije koje donosi akte u okviru djelokruga Županije kao jedinice područne (regionalne) samouprave te obavlja druge poslove u skladu sa zakonom i Statutom.

## Zemljopis
Požeška kotlina okružena je Psunjem, Papukom, Krndijom, Diljem i Požeškom gorom. Posebno je zanimljiv sjeverni planinski masiv Papuk, koji svojim grebenima i vrhovima od istočne Tromeđe (713 m) iznad Kutjeva preko glavnog vrha Papuka (953 m) sve do zapadnog Petrovog vrha (615 m) kraj Daruvara štiti kotlinu od sjevernih vjetrova, te čini na južnim padinama klimu blažom nego u samoj Požeškoj kotlini.
Slavonsko gorje nastalo je tektonskim poremećajima, nabiranjem tla i formiranjem gorskih sklopova sastavljenih od granita, gnajsa, kristaličnih škriljevaca i eruptivnog kamenja. Podno tih masiva došlo je do pojave termalnih voda. Posebno su zanimljiva izvorišta tople vode u predjelu Velike. Kasnije erozije tla oborinskim i tekućim vodama formirale su u tom masivu brojne usjeke i vododerine, što je pridonijelo bogatstvu reljefa kao i raznolikosti samog terena. Reljefno gledano brdoviti predio Slavonije unatoč svojoj kompaktnosti omogućio je izgradnju dobrih komunikacija sjeverne Podravske nizine s Požeškom dolinom kao i južnom Panonijom.
Glavne su rijeke Orljava, Londža, Pakra i Bijela, koje pripadaju savskom porječju.
Klima je umjereno topla vlažna s toplim ljetom (Cfb po Köppenu). Zime su umjereno hladne. Većina padalina pada u kasno proljeće i jesen, a najmanje zimi, u rano proljeće i ljeto. Ljeti se događaju i grmljavinski pljuskovi, ponekad s tučom. Nema izrazito vlažnih razdoblja. Gorski predjeli imaju više padalina i niže temperature.

## Povijest
Županija se prvi put spominje 1210. godine, kao Požeška županija, sa sjedištem u požeškoj utvrdi (danas Stari grad u središtu Požege). Smatra se da je postojala od 12. stoljeća. Smatra se da i granice uglavnom odgovaraju današnjima: Pakrac i Psunj na zapadu, Velika i Papuk na sjeveru, Pleternica i Požeška gora na jugu, te Dilj gora i Čaglin na istoku.

## Gospodarstvo
Gospodarstvo županije, zbog posljedica prelaska iz socijalizma u kapitalističko društvo, te zbog raznih malverzacija koje su činile i čine razne političke strukture, nalazi se u krizi.
Industrija i poljoprivreda su najdohodovnije gospodarske grane, slijede trgovina i promet.Obradivo je nešto više od 40% površine. Poljoprivreda je najrazvijenija u Požeškoj zavali, a glavne su kulture kukuruz, pšenica, suncokret, uljana repica, šećerna repa i vinova loza. Svinjogojstvo je glavna stočarska grana. Industrija je koncentrirana u Požegi.

## Kultura
- Gradska knjižnica i čitaonica Požega (www.gkpz.hr)
- Gradski muzej Požega (www.gmp.hr)
- Gradsko kazalište Požega  (www.gkp.hr)
- Hrvatska knjižnica i čitaonica Pleternica

## Udruge
- Udruga Veličanka, Velika
- GFR Film-Video, Požega (www.crominute.hr)
- MI udruga roditelja djece s posebnim potrebama, Požega (www.mi-udruga.hr)
- Udruga Dan Motora, Požega (www.danmotora.hr)
- Independent čopor, Požega (www.independent.hr)
- Gradska glazba / Povijesna postrojba Trenkovi panduri, Požega (www.trenkovi-panduri.hr)
- Hrvatski viteški red templara Ordo supremus militaris templi hierosolymitani (Suvereni vojnički red hrama Jeruzalemskog) – suvereni priorat sa sjedištem u Požegi (www.vitezovi-templari.hr)
- Udruga športskih riboloavaca invalida domovinskog rata Požeško-slavonske županije, Požega (usridrpozega.weebly.com)
- Požeški sportski savez, Požega; (www.sport-pozega.hr)
- Udruga dragovoljaca i veterana Domovinskog rata (udvdr.pszupanija.hr)
- Požeška udruga mladih Požar - P.U.M.P.
- Županijska liga protiv raka Požega
- Pčelarska udruga Zlatna dolina - Požega www.zlatna-dolina.hr
- UIM-za jaču obitelj.
- Udruga Humanum
- Udruga La Bella Vita, Kutjevo

### Izviđači
- Odred izviđača Pakra Pakrac
- Savez izviđača hrvatske (SIH)- Izviđačka regija istok povjereništvo

## Znamenitosti
Park prirode Papuk glavna je znamenitost u županiji. Osim toga, tu je i još nekoliko povijesnih građevina poput katedrale sv. Terezije u Požegi, dvorca u Trenkovu, ruševina Veličkog grada i srednjovjekovne utvrde u Kaptolu.

## Vanjske poveznice
- Službena stranica županije